# Balitoridae
Los balitóridos (Balitoridae) son una familia de peces Cypriniformes asiáticos dulceacuícolas, conocidos como lochas de río o de torrente (algunos miembros de la familia Cobitidae también son llamados lochas). En general son de pequeño tamaño, con bastantes especies comerciales en el sector de la acuariofilia. Se dividen en dos subfamilias bastante diferenciadas.

## Subfamilia Balitorinae
Incluye géneros como Beaufortia (pez), Gastromyzon o Pseudogastromyzon.
Son peces de pequeño tamaño, con un cuerpo redondeado y comprimido dorso-ventralmente. Las aletas pectorales y ventrales forman una roseta alrededor del perímetro del cuerpo, modificadas en una superficie succionadora a modo de ventosa, que les permite adherirse a superficies planas. La boca se sitúa en posición ínfera, mientras los ojos en posición súpera. La cola, bastante potente en relación con su tamaño, y la aleta caudal, sobresalen de forma similar a las rayas. Algunas especies, como Homaloptera zollingeri, tienen un diseño corporal mucho más alargado.
Viven en arroyos de montaña de corrientes rápidas, con fondos pedregosos, con un diseño idóneo para fijarse a las rocas y una cola potente para propulsarse. La mayoría de especies son omnívoras, y se desenvuelven por las zonas pedregosas de los ríos, adhiriéndose a superficies planas, rehuyendo zonas de arena o gravas de pequeño tamaño que no les facilitan la adhesión.
Debido a esta ventosa formada por las aletas, se les engloba dentro del heterogéneo grupo de peces de acuario "comealgas" o "chupaalgas", pero realmente no son alguívoros ni poseen una ventosa bucal que les permita rascar las superficies tapizadas por algas, como ocurre con los loricáridos.

## Subfamilia Nemacheilinae

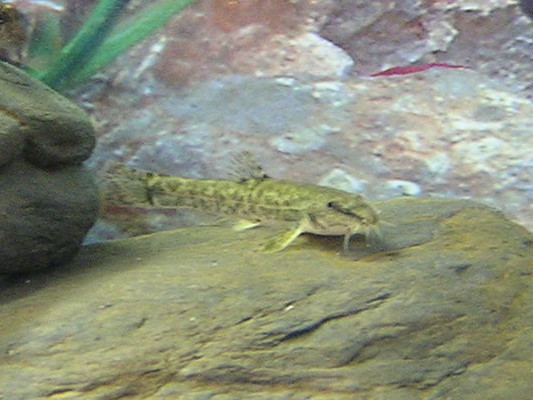
Juvenil de Barbatula barbatula, perteneciente a la subfamilia Nemacheilinae

Incluye géneros como Barbatula, Nemacheilus o Schistura. Son especies adaptadas a zonas más remansadas que los Balitorinae, con sedimentos más finos entre los que buscan el alimento. El cuerpo es alargado, muy similar a algunos cobítidos, al igual que la posesión de barbillones bucales. No presentan ventosas.

## Taxonomía
De acuerdo con el Registro Mundial de Especies Marinas, comprende los siguientes géneros:
- Annamia Hora, 1932
- Balitora Gray, 1830
- Balitoropsis Smith, 1945
- Beaufortia Hora, 1932
- Bhavania Hora, 1920
- Crossostoma Sauvage, 1878
- Cryptotora Kottelat, 1998
- Dienbienia Nguyen & Nguyen, 2002
- Erromyzon Kottelat, 2004
- Formosania Oshima, 1919
- Gastromyzon Günther, 1874
- Glaniopsis Boulenger, 1899
- Hemimyzon Regan, 1911
- Homaloptera van Hasselt, 1823
- Homalopteroides Fowler, 1905
- Homalopterula Fowler, 1940
- Homalosoma Boulenger, 1901
- Hypergastromyzon Roberts, 1989
- Jinshaia Kottelat & Chu, 1988
- Katibasia Kottelat, 2004
- Lepturichthys Regan, 1911
- Liniparhomaloptera Fang, 1935
- Metahomaloptera Chang, 1944
- Neogastromyzon Popta, 1905
- Neohomaloptera Herre, 1944
- Paraprotomyzon Pellegrin & Fang, 1935
- Parhomaloptera Vaillant, 1902
- Plesiomyzon Zheng & Chen, 1980
- Protomyzon Hora, 1932
- Pseudogastromyzon Nichols, 1925
- Pseudohomaloptera Silas, 1953
- Sewellia Hora, 1932
- Sinogastromyzon Fang, 1930
- Sinohomaloptera Fang, 1930
- Travancoria Hora, 1941
- Vanmanenia Hora, 1932
- Yaoshania Yang, Kottelat, Yang & Chen, 2012